# 福尾匠
福尾 匠（ふくお たくみ、1992年 - ）は、日本の哲学研究者、メディア批評家。専門はフランス現代思想、芸術学、映像論。博士（学術）（横浜国立大学）。

## 経歴
2015年3月、大阪大学文学部人文学科卒業。2017年3月、同大学院文学研究科博士前期課程修了。2017年4月〜2020年3月、日本学術振興会特別研究員DC1（横浜国立大学）。
2021年3月、横浜国立大学大学院都市イノベーション学府博士後期課程修了。
同年、論文「ドゥルーズの非美学：哲学と実践」にて横浜国立大学より博士（学術）の学位を取得。2021年4月から2024年3月まで、日本学術振興会特別研究員PD（受入：立教大学現代心理学部）。同期間中に立命館大学、横浜国立大学で非常勤講師を務める。

## 賞歴
- 2019年：第9回紀伊國屋じんぶん大賞2019にて第5位入賞（『眼がスクリーンになるとき』）。
- 2025年：第15回紀伊國屋じんぶん大賞2025大賞受賞(『非美学：ジル・ドゥルーズの言葉と物』に対して)[9]

## 著作リスト

### 書籍

#### 単著
- 『眼がスクリーンになるとき：ゼロから読むドゥルーズ『シネマ』』（フィルムアート社、2018年7月 / 河出文庫、2024年8月）
- 『日記〈私家版〉』(365部限定、2022年4月)[10]
- 『非美学：ジル・ドゥルーズの言葉と物』（河出書房新社、2024年6月）
- 『ひとごと：クリティカル・エッセイズ』(河出書房新社、2024年11月)

#### 翻訳
- （アンヌ・ソヴァニャルグ）『ドゥルーズと芸術』小倉拓也・黒木秀房共訳（月曜社、2024年)

### 雑誌等掲載
学術論文
- 「映像を歩かせる――佐々木友輔『土瀝青asphalt』および「揺動メディア論」論」（『アーギュメンツ ♯2』同人誌、2017年）
- 「ドゥルーズ『シネマ』におけるイメージ概念の実践的価値」（『常盤台人間文化論叢』6号、横浜国立大学都市イノベーション研究院、2020年3月）
- 「ベルクソン『物質と記憶』の哲学的自我――イマージュと〈私〉――」（『表象』第14号〔表象文化論学会、2020年4月〕、月曜社）

翻訳
- （アンヌ・ソヴァニャルグ）「リゾームと線」小倉拓也との共訳（『ドゥルーズ 没後20年新たなる転回』河出書房新社、2015年10月）

批評、美術評論
- 「思弁的実在論における読むことのアレルギー」（『現代思想』2019年1月号、青土社）
- 「〈たんに見る〉ことがなぜ難しいのか」（『談 : speak, talk, and think』116号、たばこ総合研究センター、2019年）
- 「「感じたらこの法螺貝を吹いてください」武正晴『全裸監督』（Netflix、2019年）評」（『群像』2019年11月号、講談社）
- 「Tele-visionは離れて見てね」（『文藝』2020年冬季号、河出書房新社）
- 「ポシブル、パサブル――ある空間とその言葉」（『群像』2020年7月号、講談社）
- 「ジャンルは何のために? 絵画の場合」（『美術手帖』2021年8月号、美術出版社）
- 「スパムとミームの対話篇」（『PaperC』第2号、千島財団、2021年10月）
- 「言葉と物」（『群像』2023年7月号 - 連載中、講談社）

エッセイ
- 「ひとんちに日記を送る」（『新潮』2022年7月号、新潮社）

書評
- 「「やさしさはひとにだれかのふりをさせる」大前粟生『私と鰐と妹の部屋』（書肆侃侃房、2019年）書評」（『新潮』2019年5月号、新潮社）
- 「「テーゼ、テーゼ、テーゼ」江川隆男『すべてはつねに別のものである』（河出書房新社、2019年）書評」（『文藝』2019年冬季号、河出書房新社）
- 「［書評］「理系が引き出す文系の魅力」カルロ・ロヴェッリ『時間は存在しない』（富永星訳、NHK出版、2019年）書評」（『朝日新聞』2019年11月16日朝刊）
- 「［書評］「ニック・ランドの思想：啓蒙に反旗、扇動は魅力的か」（ニック・ランド『暗黒の啓蒙書』、東浩紀『観光客の哲学』、ドゥルーズ゠ガタリ『哲学とは何か』書評）」（『朝日新聞』2020年9月5日朝刊）
- 「書評『美学のプラクティス』星野太」（『群像』2022年4月号、講談社）